# Cretinetti è timido
Cretinetti è timido è un cortometraggio del 1910 prodotto dalla Itala Film.